# بومبيا بلوتينا
بومبيا بلوتينا كلوديا فويب بيسو (بالإنجليزية: Pompeia Plotina Claudia Phoebe Piso) هي إمبراطورة رومانية قرينة. ولدت في حوالي سنة 70 في هسبانيا لعائلة سياسية. تزوجت من الإمبراطور تراجان ووصف زواجهم بالسعيد. رتبت لزواج ابنها المتبنى هادريان لفيبيا سابينا وبعد وفاة تراجان في سنة 117 أشرفت على تسليم الحكم إلى هادريان. توفيت في سنة 122.